# Jakob Nielsen (matemático)
Jakob Nielsen (Mjels, Als, 15 de outubro de 1890 – Helsingor, 3 de agosto de 1959) foi um matemático dinamarquês, conhecido por seu trabalho sobre automorfismo de superfícies.

## Vida
Obteve um doutorado em 1913, alistando-se em seguida na Kaiserliche Marine. Após a Primeira Guerra Mundial casou com Carola von Pieverling, uma médica alemã.
Com Werner Fenchel contribuiu com a definição das coordenadas de Fenchel-Nielsen no espaço de Teichmüller.
Em 1951 tornou-se professor de matemática da Universidade de Copenhague, que estava vaga devido à morte de Harald Bohr.
Foi palestrante plenário do Congresso Internacional de Matemáticos em Oslo (1936: Topologie der Flächenabbildungen).

## Obras
- Vorlesungen über Elementare Mechanik, Grundlehren der mathematischen Wissenschaften, Springer Verlag 1935 (bearbeitet von Werner Fenchel)
- Die Struktur periodischer Transformationen von Flächen, Mat.-Fys. Medd. Kgl. Danske Vid. Selsk., 15, 1937
- Die Gruppe der dreidimensionalen Gittertransformationen, Mat.-Fys. Medd. Kgl. Danske Vid. Selsk., 5, 1924
- Surface transformation classes of algebraically finite type, Mat.-Fys. Medd. Kgl. Danske Vid. Selsk., 21, 2, 1944
- Nielsen: Collected Mathematical Papers. herausgegeben von Vagn Lundsgaard Hansen. 2 Volumes, Birkhäuser, Basel u.a. 1986, ISBN 3-7643-3152-6. (Review von Jane Gilman im BAMS 1989 mit Diskussion des Zusammenhangs mit den Arbeiten von Thurston)